# Aielo de Rugat
Aielo de Rugat település Spanyolországban, Valencia tartományban. Aielo de Rugat Benicolet, Castelló de Rugat, Llutxent, Rugat és Lorcha/L'Orxa községekkel határos. Lakosainak száma 160 fő (2024).

## Népesség
A település lakosságának változását az alábbi diagram mutatja:
| Lakosok száma | 206  | 207  | 197  | 189  | 190  | 166  | 160  | 155  | 166  | 160  |
|               | 2001 | 2004 | 2007 | 2009 | 2012 | 2014 | 2017 | 2019 | 2022 | 2024 |